# Canal+ 1
Canal+ 1 – polskojęzyczna stacja telewizyjna, której nadawcą jest Canal+ Polska SA, jeden z czternastu dostępnych w Polsce kanałów spod znaku francuskiej sieci Canal+. 
Canal+ 1 jest stacją o profilu ogólnotematycznym. W ramówce, która jest tożsama z ramówką kanału Canal+ Premium z zastosowaniem przesunięcia o jedną godzinę do przodu pojawiają się filmy fabularne, relacje z koncertów i wydarzeń sportowych oraz seriale.
Kanał jest polskim odpowiednikiem francuskiego Canal+ Décalé.

## Ramówka
Canal+ 1, podobnie jak inne stacje z rodziny Canal+, nie posiada stałej ramówki takiej jak kanały o profilu ogólnym, gdyż większość czasu antenowego wypełniają filmy i wydarzenia sportowe o różnych czasach trwania. Kanał nadaje jednakże autorskie magazyny, które wyświetlane są zazwyczaj o stałych porach, głównie w przerwach pomiędzy poszczególnymi seansami lub na początku każdego dnia. 

### Magazyny
- + De Lux
- Aktualności filmowe+
- Nie przegap
- Łapu Capu
- Łapu Capu Extra
- W tonacji+
- O co biega?
- Nowa Tonacja

## Historia
W swojej pierwotnej formie kanał powstał w 2004 roku jako weekendowy serwis sportowy, pod nazwą Canal+ Sport 2, w celu umożliwienia pokazywania na żywo dwóch wydarzeń sportowych w tym samym czasie na dwóch różnych kanałach przez paczkę Canal+. Stacja nadawała tylko w soboty i niedziele. Większość audycji była później powtarzana na antenie Canal+ Sport. Regularną, codzienną emisję kanał zaczął nadawać od 2008 roku, dzieląc czas antenowy z kanałem Info+, emitującym plansze z informacjami dla abonentów platformy cyfrowej Cyfra+. 
Kanał był poświęcony różnym dyscyplinom sportowym. Jednakże 30 lipca 2011 roku został przekształcony w kanał w pełni poświęcony piłce nożnej i zmienił swoją nazwę na Canal+ Gol. Należy podkreślić, iż od 2010 roku pod nazwą Canal+ Gol nadawał trzeci z kanałów sportowych Canal+. Tego samego dnia również i ten kanał zmienił swoją nazwę na Canal+ Weekend. 28 października 2011 roku została uruchomiona wersja HDTV kanału.
5 kwietnia 2013 o godzinie 1:00 kanał zakończył nadawanie w swojej dotychczasowej formie. Zmiana miała związek z powstaniem nowej platformy nc+ i tym samym uruchomieniem nowego pakietu Canal+. Kanał został przekształcony w Canal+ Family 2, który jednocześnie zastąpił kanały nPremium 3 i nPremium 4 na platformach powiązanych z ówczesną marką n. Canal+ Family 2, pomimo swojego ogólnotematycznego charakteru, traktowany był, podobnie jak jego poprzednik, Canal+ Gol, jak kanał sportowy, w związku z czym wraz z Canal+ Sport i Canal+ Family tworzył pakiet Sport+. Poza wydarzeniami sportowymi w ramówce obecne były filmy fabularne, programy edukacyjne i kreskówki. Stacja nadawała w standardach SD i HD. Ponadto w każdą niedzielę była emisja w jakości 3D.
Dnia 11 maja 2015 roku stacja zmieniła nazwę na Canal+ 1. Kanał został przekształcony w timeshift channel, a jego odświeżona ramówka nadawana jest z jednogodzinnym opóźnieniem względem głównego Canal+ (stąd liczba 1 w nazwie), przez co stacja utraciła swój autonomiczny charakter, sam jej profil nie uległ jednak zmianie, gdyż Canal+ 1 pozostał kanałem filmowo-sportowym.
1 maja 2020 Canal+ zmienił nazwę na Canal+ Premium, ale nie wpłynęło to na nazwę Canal+ 1.